# Jeżowice
Jeżowice – wieś sołecka w Polsce położona w województwie świętokrzyskim, w powiecie włoszczowskim, w gminie Włoszczowa.
W latach 1975–1998 miejscowość administracyjnie należała do województwa kieleckiego.

## Etymologia
Nazwa wsi pochodzi od nazwy osobowej Jeż z sufiksem -owice, co daje nazwę miejscowości.

## Części wsi
| SIMC    | Nazwa      | Rodzaj     |
| ------- | ---------- | ---------- |
| 0277977 | Dąbrowa    | część wsi  |
| 0277983 | Dziekarnia | część wsi  |
| 0278037 | Przeczki   | przysiółek |
| 0278008 | Sobierajka | część wsi  |
| 0278014 | Za Górą    | część wsi  |
| 0278020 | Zaprzeczki | część wsi  |

!

## Historia
Jeżowice, wieś w powiecie włoszczowskim. 
W roku  1359 Kazimierz Wielki, potwierdza sprzedaż Jeżowic przez dziedziców z Bieganowa, kościołowi gnieźnieńskiemu za 110 grzywien,potwierdzeniem są zapisy w Kodeksach (Kodeks Wielkopolski, s.1409, 1495 i Kodeks małopolski s.132, s.164).
Według spisu powszechnego z roku 1921 miejscowość Jeżowice - wieś, posiadała 47 domów i 289 mieszkańców